# Hohengœft
 Hohengœft (en alsacià Geft) és un municipi francès, situat a la regió del Gran Est, al departament del Baix Rin. L'any 1999 tenia 480 habitants. Limita al nord-est amb Rangen i Willgottheim, a l'est amb Wintzenheim-Kochersberg, al sud-est amb Kuttolsheim i Nordheim, al sud-oest amb Wasselonne, a l'oest amb Crastatt i al nord-oest amb Zehnacker.
Forma part del cantó de Saverne, del districte de Molsheim i de la Comunitat de comunes de la Mossig i del Vignoble.

## Demografia
| 1962 | 1968 | 1975 | 1982 | 1990 | 1999 |
| ---- | ---- | ---- | ---- | ---- | ---- |
| 323  | 334  | 304  | 307  | 435  | 480  |

## Administració
| Període | Identitat         | Partit |
| ------- | ----------------- | ------ |
| 2001-   | Pierre-Paul Enger |        |